# Pikazo
Pikazo（ピカゾー）は、日本のイラストレーターである。

## 主な作品

### ライトノベル
- いるか寮の少女たちは恋できない（作者辰川光彦、アスキー・メディアワークス、電撃文庫）
- 逃走少女と契約しました。猫だけど。（作者西村文宏、ホビージャパン、HJ文庫）

### ゲーム原画
- マイペットキャスター
- 魔女ッ娘裁判
- ゆきいろ 〜空に六花の住む町〜
- 氷華の舞う空に
- サンタフル☆サマー
- 妹ヘヴン お兄ちゃん大好きな妹たちと♥甘えまくり攻めまくりエッチ生活
- ちっちゃらぶアパート
- なつえっち～めいといなかのなつやすみ～
- なつえっち2～ふたごといなかのなつやすみ～